# Yangzi (Zhongxiang)
Die Großgemeinde Yangzi (chinesisch 洋梓鎮 / 洋梓镇, Pinyin Yángzǐ Zhèn) ist eine Großgemeinde der kreisfreien Stadt Zhongxiang, die wiederum zum Verwaltungsgebiet der bezirksfreien Stadt Jingmen, Provinz Hubei in Zentralchina gehört. Yangzi hat eine Fläche von 405,2 km² und zählt 52.466 Einwohner (Stand: Zensus 2010).

## Administrative Gliederung
Yangzi setzt sich aus drei Einwohnergemeinschaften und 34 Dörfern zusammen. Diese sind:
| Einwohnergemeinschaft Yangzi (洋梓社区), Regierungssitz der Großgemeinde; Einwohnergemeinschaft Guanzhuangling (官庄岭社区), entspricht der Staatsfarm Guanzhuanghu (官庄湖农场); Einwohnergemeinschaft Zhongshan (中山社区); Dorf Aohe (敖河村); Dorf Bailing (白陵村); Dorf Daning (大宁村); Dorf Daqiao (大桥村); Dorf Gaolin (高林村); Dorf Gaotai (高台村); Dorf Gongji (龚集村); Dorf Hongshi (红石村); Dorf Huashan (花山村); Dorf Hufan (胡畈村); Dorf Huilong (回龙村); Dorf Huomiao (火庙村); Dorf Huyu (虎峪村); Dorf Jiangtan (蒋滩村); Dorf Junying (军营村); | Dorf Lianhua (莲花村); Dorf Limiao (李庙村); Dorf Longquan (龙泉村); Dorf Machong (马冲村); Dorf Qingshan (青山村); Dorf Shuanghu (双湖村); Dorf Tiangang (天岗村); Dorf Tonggang (铜岗村); Dorf Wangli (汪李村); Dorf Wumiao (伍庙村); Dorf Xiaoshan (肖山村); Dorf Xinglong (兴隆村); Dorf Yangang (盐港村); Dorf Yangzi (洋梓村); Dorf Yinghe (迎河村); Dorf Yunshan (云山村); Dorf Zhengmiao (郑庙村); Dorf Zhihe (直河村); Dorf Zhongshan (中山村); |